# Estola fuscostictica
Estola fuscostictica là một loài bọ cánh cứng trong họ Cerambycidae.